# SAT en Grande-Bretagne
SAT en Grande-Bretagne, Association Espérantiste Britannique de Travailleurs (en espéranto : SAT En Britio, brita Laborista Esperanto-Asocio ; en anglais : SAT in Britain, the Workers' Esperanto Movement) ou SATEB est une association liée à l'association mondiale anationale. Elle a pour but de propager l'espéranto dans les mouvements progressistes ou de travailleurs au Royaume-Uni et dans d'autres pays anglophones.
Elle encourage l'utilisation de l'espéranto en tant qu'outil de communication entre les personnes de gauches, les progressistes ou les libres-penseurs (socialistes, communistes, anarchistes, syndicalistes, féministes, écologistes, humanistes, pacifistes, etc.).
Un autre rôle important de SATEB est de recruter de nouveaux membres pour l'association mondiale anationale.